# Decaspermum alpinum
Decaspermum alpinum är en myrtenväxtart som beskrevs av Pieter van Royen. Decaspermum alpinum ingår i släktet Decaspermum och familjen myrtenväxter. Inga underarter finns listade i Catalogue of Life.